# Simfonia núm. 15 (Mozart)
La Simfonia núm. 15 en sol major, K. 124, és una composició de Wolfgang Amadeus Mozart acabada durant les primeres setmanes de 1772 a Salzburg. Una nota en el manuscrit autògraf del mateix Mozart indica que la va compondre per algun esdeveniment religiós, possiblement en honor del nou Arquebisbe de Salzburg.

## Estructura
La simfonia té la següent instrumentació: dos oboès, dues trompes, fagot, corda i baix continu.
Consta dels següents moviments:
1. Allegro, en compàs 3/4.
2. Andante, en compàs 2/4.
3. Menuetto & Trio, en compàs 3/4.
4. Presto, en compàs 2/4.

El primer moviment ha estat descrit com a innovador i "atrevit", a causa de les seves variacions en el tempo. L'últim moviment es caracteritza pel seu bon humor i una certa frivolitat, amb "nombrosos desenllaços falsos".